# Première circonscription de Laon (1875-1885)
Pour les articles homonymes, voir Première circonscription de Laon.
La première circonscription de Laon est une ancienne circonscription législative de l'Aisne sous la Troisième République de 1875 à 1885.

## Description géographique et démographique
La 1re circonscription de Laon regroupe la partie est de l'arrondissement de Laon, dont le chef de l'arrondissement. Elle était l'une des 8 circonscriptions législatives du département de l'Aisne.
Elle regroupait les divisions administratives suivantes : le canton de Craonne, le canton de Laon, le canton de Marle, le canton de Neufchâtel, le canton de Rozoy-sur-Serre et le canton de Sissonne.
La 16 juin 1885 supprime la circonscription avec la disparition du scrutin uninominal à deux tours par arrondissement pour l'introduction du scrutin de liste à deux tours dans le cadre du département.
Après l'introduction de ce nouveau système pour les élections législatives de 1885, celui-ci disparaît pour élections suivantes de 1889 avec le rétablissement du scrutin uninominal à deux tours. La circonscription est recrée dans les mêmes limites par la loi du 13 février 1889.

## Historique des députations
| Législature      | Début           | Fin             | Député         | Parti / Idéologie | Parti / Idéologie  | Observation               |
| ---------------- | --------------- | --------------- | -------------- | ----------------- | ------------------ | ------------------------- |
| Ire législature  | 8 mars 1876     | 25 juin 1877    | Aimé Leroux    |                   | Républicain        | Avocat                    |
| IIe législature  | 7 novembre 1877 | 27 octobre 1881 | Aimé Leroux    |                   | Républicain        | Avocat                    |
| IIIe législature | 28 octobre 1881 | 9 novembre 1885 | Gaston Ganault |                   | Union républicaine | Ancien député (1871-1876) |

## Historique des résultats

### Élections de 1876
Les élections législatives françaises de 1876 ont eu lieu le 20 février et le 5 mars 1876.
|                | Aimé Leroux*         | Centre gauche  | 13 856 | 90,20  |  |  |
|                | M. de la Tour du Pin | Monarchiste    | 1 506  | 9,80   |  |  |
|                |                      |                |        |        |  |  |
| Inscrits       | Inscrits             | Inscrits       | 22 634 | 100,00 |  |  |
| Abstentions    | Abstentions          | Abstentions    | 6 381  | 28,19  |  |  |
| Votants        | Votants              | Votants        | 16 253 | 71,81  |  |  |
| Blancs et nuls | Blancs et nuls       | Blancs et nuls | 891    | 5,48   |  |  |
| Exprimés       | Exprimés             | Exprimés       | 15 362 | 94,52  |  |  |

### Élections de 1877
Les élections législatives françaises de 1877 ont eu lieu le 14 et 28 octobre 1877.
|                | Aimé Leroux*      | Centre gauche  | 14 853 | 77,67  |  |  |
|                | Albin de Grilleau | Conservateur   | 4 271  | 22,33  |  |  |
|                |                   |                |        |        |  |  |
| Inscrits       | Inscrits          | Inscrits       | 22 954 | 100,00 |  |  |
| Abstentions    | Abstentions       | Abstentions    | 3 668  | 15,98  |  |  |
| Votants        | Votants           | Votants        | 19 286 | 84,02  |  |  |
| Blancs et nuls | Blancs et nuls    | Blancs et nuls | 162    | 0,84   |  |  |
| Exprimés       | Exprimés          | Exprimés       | 19 124 | 99,16  |  |  |

### Élections de 1881
Les élections législatives françaises de 1881 ont eu lieu les 21 août et 4 septembre 1881.
|                | Gaston Ganault  | Union républicaine | 11 771 | 67,22  |  |  |
|                | Frédéric Babled | Monarchiste        | 5 739  | 32,78  |  |  |
|                |                 |                    |        |        |  |  |
| Inscrits       | Inscrits        | Inscrits           | 17 510 | 100,00 |  |  |
| Abstentions    | Abstentions     | Abstentions        | 232    | 21,16  |  |  |
| Votants        | Votants         | Votants            | 17 742 | 78,84  |  |  |
| Blancs et nuls | Blancs et nuls  | Blancs et nuls     | 4 761  | 1,31   |  |  |
| Exprimés       | Exprimés        | Exprimés           | 22 503 | 98,69  |  |  |